# Elmar Keutgen
Elmar Keutgen (* 4. Januar 1948 in Eupen) ist ein belgischer Mediziner und Politiker der Christlich Sozialen Partei (CSP).

## Leben und Wirken
Keutgen studierte bis 1973 Medizin an der Université catholique de Louvain und ließ sich anschließend als Allgemeinmediziner in Eupen nieder. Später absolvierte er bis 1987 in Louvain noch die Zusatzausbildung zum Sportmediziner. Als solcher betreute er danach nebenberuflich als Leitender Arzt das Sportmedizinische Zentrum der Deutschsprachigen Gemeinschaft und wurde später auch zum Vorsitzenden der deutschsprachigen Sektion des belgischen Olympischen und Interföderalen Komitees gewählt. Als junger Mann und Student hatte er selber viele Jahre Leistungssport betrieben und war Fußballer beim KAS Eupen und beim RCS Verviétois.
Schon früh begann Keutgen damit, sich auf dem Feld der Lokalpolitik zu engagieren, und trat in die Christlich Soziale Partei ein, die er bei den Kommunalwahlen 1994, 2000 und 2006 zu drei Wahlsiegen hintereinander führte. Für die CSP saß Keutgen von 1989 bis zum Jahr 2000 in der Ära des Bürgermeisters Alfred Evers im Eupener Stadtrat, darunter von 1989 bis 1994 als Schöffe (Ressortleiter) für Umwelt und Jugend sowie von 1995 bis 2000 als stellvertretender Bürgermeister und zuständig für Finanzen und Planung. Anschließend wurde Keutgen selber zum Bürgermeister der Stadt Eupen gewählt und bekleidete dieses Amt bis zur Kommunalwahl 2012, in deren Folge seine Partei erstmals seit 1976 in die Opposition gehen musste. Sein Nachfolger und erster hauptberuflicher Bürgermeister Eupens wurde Karl-Heinz Klinkenberg.
Darüber hinaus wurde Keutgen von 1995 bis 1999 in das Parlament der Deutschsprachigen Gemeinschaft gewählt und saß anschließend von 1999 bis 2004 im wallonischen Parlament. Von 2004 bis 2009 wurde er schließlich für eine zweite Legislaturperiode in das Parlament der Deutschsprachigen Gemeinschaft gewählt.